# Kellen Clemens
Pour les articles homonymes, voir Clemens.
(en) Statistiques sur pro-football-reference
Kellen Vincent Clemens est un joueur américain de football américain né le 6 juin 1983 qui évolue au poste de quarterback.

## Statistiques

### Université
| Année    | Équipe            | Passe | Passe | Passe | Passe | Passe | Passe | Passe | Passe | Course | Course | Course | Course |
| Année    | Équipe            | Cmp   | Att   | Pct   | Yds   | Y/A   | TD    | Int   | Rtg   | Att    | Yds    | Avg    | TD     |
| -------- | ----------------- | ----- | ----- | ----- | ----- | ----- | ----- | ----- | ----- | ------ | ------ | ------ | ------ |
| 2002     | Ducks de l'Oregon | 23    | 40    | 57.5  | 201   | 5.0   | 2     | 1     | 111.2 | 8      | 9      | 1.1    | 0      |
| 2003     | Ducks de l'Oregon | 182   | 304   | 59.9  | 2,400 | 7.9   | 18    | 9     | 139.8 | 78     | 108    | 1.4    | 2      |
| 2004     | Ducks de l'Oregon | 223   | 372   | 59.9  | 2,548 | 6.8   | 22    | 10    | 131.6 | 118    | 190    | 1.6    | 4      |
| 2005     | Ducks de l'Oregon | 185   | 289   | 64.0  | 2,406 | 8.3   | 19    | 4     | 152.9 | 69     | 228    | 3.3    | 0      |
| Carrière | Carrière          | 613   | 1,005 | 61.0  | 7,555 | 7.5   | 61    | 24    | 139.4 | 273    | 535    | 2.0    | 6      |

Source.

### NFL
| Année    | Équipe                  | Matchs | Matchs | Passes | Passes | Passes | Passes | Passes | Passes | Passes | Passes | Courses | Courses | Courses | Courses |
| Année    | Équipe                  | GP     | GS     | Cmp    | Att    | Pct    | Yds    | Y/A    | TD     | Int    | Rtg    | Att     | Yds     | Avg     | TD      |
| -------- | ----------------------- | ------ | ------ | ------ | ------ | ------ | ------ | ------ | ------ | ------ | ------ | ------- | ------- | ------- | ------- |
| 2006     | Jets de New York        | 2      | 0      | 0      | 1      | 0.0    | 0      | 0.0    | 0      | 0      | 39.6   | 2       | 10      | 5.0     | 0       |
| 2007     | Jets de New York        | 10     | 8      | 130    | 250    | 52.0   | 1,529  | 6.1    | 5      | 10     | 60.9   | 27      | 111     | 4.1     | 1       |
| 2008     | Jets de New York        | 2      | 0      | 3      | 5      | 60.0   | 26     | 5.2    | 0      | 1      | 34.2   | 3       | -3      | -1.0    | 0       |
| 2009     | Jets de New York        | 10     | 1      | 13     | 26     | 50.0   | 125    | 4.8    | 0      | 0      | 63.8   | 12      | 1       | 0.1     | 0       |
| 2010     | Jets de New York        | 1      | 0      | 1      | 2      | 50.0   | 6      | 3.0    | 0      | 0      | 56.2   | 2       | 9       | 4.5     | 1       |
| 2011     | Rams de Saint-Louis     | 3      | 3      | 48     | 91     | 52.7   | 546    | 6.0    | 2      | 1      | 73.8   | 6       | 37      | 6.2     | 1       |
| 2012     | Rams de Saint-Louis     | 2      | 0      | 1      | 3      | 33.3   | 39     | 13.0   | 0      | 1      | 42.4   | 2       | 5       | 2.5     | 0       |
| 2013     | Rams de Saint-Louis     | 10     | 9      | 142    | 242    | 58.7   | 1,673  | 6.9    | 8      | 7      | 78.8   | 23      | 64      | 2.8     | 0       |
| 2014     | Chargers de San Diego   | 2      | 0      | 1      | 3      | 33.3   | 10     | 3.3    | 0      | 0      | 43.8   | 0       | 0       | 0.0     | 0       |
| 2015     | Chargers de San Diego   | 2      | 0      | 5      | 6      | 83.3   | 63     | 10.5   | 1      | 0      | 150.0  | 1       | -1      | -1.0    | 0       |
| 2016     | Chargers de San Diego   | 12     | 0      | 0      | 1      | 0.0    | 0      | 0.0    | 0      | 0      | 39.6   | 2       | -1      | -0.5    | 0       |
| 2017     | Chargers de Los Angeles | 8      | 0      | 6      | 8      | 75.0   | 36     | 4.5    | 0      | 1      | 43.8   | 5       | -5      | -1.0    | 0       |
| Carrière | Carrière                | 64     | 21     | 350    | 638    | 54.9   | 4,053  | 6.4    | 16     | 21     | 68.9   | 85      | 227     | 2.7     | 3       |

Source.